# Džejn Berkin
Džejn Melori Berkin (engl. Jane Mallory Birkin; 14. decembar 1946 — 16. jul 2023) bila je engleska glumica, manekenka, pevačica i režiserka koja živi u Francuskoj. Široj javnost postala je poznata nakon pesme Je t'aime... moi non plus koju je otpevala u duetu sa Seržom Gensburom.
Berkinova je rođena u Londonu kao ćerka Dejvida Berkina (engl. David Birkin), kapetana Britanske kraljevske ratne mornarice i glumice Džudi Kembel (engl. Judy Campbell).
Njena ćerka je Šarlot Gensbur.

## Spoljašnje veze
- Zvanična prezentacija (језик: француски) (језик: енглески)
- Biografija na
- на веб-сајту  (језик: енглески)
- na  (језик: енглески)
- na sajtu A Tribute to Gainsbourg (језик: француски)
- na  (језик: енглески)
- Архивирано на веб-сајту  (21. март 2008), The Scene, intervju za BBC (језик: енглески)
- — galerija slika